# Paul Dubuisson
Pour les articles homonymes, voir Dubuisson.
Paul Émile Dubuisson, né le 27 octobre 1847 à Rouen et mort le 12 septembre 1908 aux Andelys, est un psychiatre et médecin légiste français. Il exerce dans plusieurs hôpitaux psychiatriques de Paris, puis dirige l'Asile de Quatre-Mares, à Sotteville-lès-Rouen. Il donne des cours de médecine légale à l'université de Paris et est l'auteur de plusieurs essais.

## Biographie
Frère du peintre Albert Dubuisson, Paul Dubuisson obtient son baccalauréat ès lettres et ès sciences puis sa licence de droit en 1870. Il est aide-major pendant la guerre de 1870. Il soutient sa thèse de médecine en 1874. Elle porte sur la sensibilité de la peau. En 1873, il épouse Thérèse Élisabeth Robinet, la fille du médecin Jean-François Robinet, qui a été maire du VIe arrondissement de Paris lors du siège de 1870-1871, le couple a trois enfants.
Il travaille à la Salpêtrière auprès de Auguste Voisin et à l'Asile clinique de Sainte-Anne avec Valentin Magnan de 1876 à 1880. Il commence aussi à publier dans la tribune médicale dirigée par Jean-Baptiste-Vincent Laborde, des articles, entre autres, sur la pathologie du cerveau et un essai sur Franz Gall. Le 23 janvier 1885, il est nommé à l'Asile clinique de Sainte-Anne comme médecin adjoint. Il y devient médecin en chef de la division masculine en 1888. En 1900, à la mort de Gustave Bouchereau, il prend en charge la division des femmes.
Directeur de l'asile de Quatre-Mares à Sotteville-lès-Rouen, Dubuisson donne aussi à la faculté de droit de Paris un cours libre de médecine légale et d'anthropologie criminelle, en particulier sur les maladies mentales. Il publie de nombreuses études dont La Théorie de la responsabilité et De l'évolution des idées en matière de responsabilité. Dans son ouvrage Les Voleuses de grands magasins, il soulève l'idée que le magasin exhorte au vol et est ainsi autant coupable que le voleur lui-même. Il est membre de plusieurs sociétés savantes, notamment la Société médicale des hôpitaux de Paris, la Société de sociologie de Paris, ou encore la Société positiviste internationale. Il seconde Alexandre Lacassagne dans la revue des Archives d’anthropologie criminelle, de médecine légale et de psychologie normale et pathologique,.
Il meurt le 12 septembre 1908 aux Andelys, chez son fils, et est incinéré le 15 septembre au cimetière du Père Lachaise.

## Publications
- 1874 : Quelques considérations sur les quatre sens du toucher en général, et sur la musculation ou sens musculaire en particulier
- 1874 : Des quatre sens du toucher, et en particulier de la musculation ou sens musculaire
- 1875-1876 : Les grands types de l'humanité : appréciation systématique des principaux agents de l'évolution humaine avec P. Laffitte
- 1879 : Crémation, avec Alexandre Lacassagne, dans Dictionnaire encyclopédique des sciences médicales, 1re série, T. XXIII.
- 1880 : La Théorie cérébrale, sa fondation, ses théories, ses applications
- 1902 : Les voleuses de grands magasins
- 1911 : Responsabilité pénale et folie